# Werner III. von Battenberg
Graf Werner III. von Battenberg  († 12. September um 1277) gehörte dem Deutschen Orden an und war von 1266 bis 1272 Deutschmeister.

## Herkunft
Der Vater war der Graf Widekind I. von Battenberg und Wittgenstein und die Mutter war Ida von Runkel. Er war wahrscheinlich der dritte Sohn aus dieser Ehe. Brüder waren Siegfried I. von Wittgenstein und Widekind II. von Battenberg.

## Leben
Nach dem Tod des Vaters 1234 nahm Werner anfangs noch an der Herrschaft teil. Er tritt 1238 als Mitaussteller der Urkunde zum Verkauf der Hälfte der Grafschaft Battenberg und der Grafschaft Wittgenstein an den Mainzer Erzbischof Siegfried III. auf. Bei der bald darauf erfolgten Aufteilung des väterlichen Erbes in die getrennten Grafschaften Battenberg und Wittgenstein ging Werner jedoch leer aus.
Er trat in den geistlichen Stand ein. Anstatt in die von seinen Vorfahren mitbegründete Johanniterkommende Wiesenfeld trat er in Marburg dem Deutschen Orden bei. Er kam 1249 als Ordensritter nach Preußen. Bereits ein Jahr später kam er nach Marburg zurück. Dort ist er 1252 – 1256 als Komtur der Kommende Marburg und damit Landkomtur der Deutschordensballei Hessen belegt. Im Jahr 1257 war er Komtur in Balga, und 1262 war er Landmarschall in Preußen; er kommt als solcher in einer deutschsprachigen Urkunde aus Thorn vor.
Werner von Battenberg wurde 1264 zum Deutschmeister ernannt. Dieses Amt gab er 1272 freiwillig ab. Stattdessen wurde er Komtur der Ballei Elsass-Burgund. Auch dieses Amt gab er bald auf, und ab 1273 war er einfacher Ordensbruder in Sachsenhausen. Zum letzten Mal ist er für 1277 belegt. Er starb an einem 11. September, möglicherweise in Mergentheim.